# Дьоміна Маргарита Іванівна
Маргарита Іванівна Дьоміна (14 лютого 1922, Оренбург — 15 лютого 1999, Одеса) — актриса Одеського театру музичної комедії. Народна артистка УРСР (1974). Дружина Михайла Водяного.

## Життєпис
Народилася 14 лютого 1922 року в Оренбурзі.
Під час війни працювала в студії при Большому театрі в Самарі, де її педагогами були балетмейстер Ростислав Захаров та співачка Марія Максакова.
В Самарі Дьоміну помітив режисер Ізакін Гріншпун та запросив її до новоствореного ним Львівського театру музичної комедії, де актриса дебютувала в ролі Пепітти в оперетті «Вільний вітер».
Згодом разом з театром переїхала до Одеси, де і працювала до кінця свого життя.
Актриса померла 15 лютого 1999 року. Її тіло було кремовано та поховано в труні разом з Михайлом Водяним.
За 52 роки Маргарита Дьоміна зіграла більше 100 ролей.

## Особисте життя
Маргарита Дьоміна познайомилася з Михайлом Водяним у Львівському театрі музичної комедії, де вони створили чудовий сценічний дует. Разом з театром вони переїхали до Одеси, де згодом одружилися та жили у шлюбі майже 40 років.
Після смерті чоловіка Маргарита Дьоміна була ініціатором створення меморіальної таблички на будинку, де жив актор, а також спектаклю «Бал в честь Короля», який присвячений Михайлу Водяному, де вона грала саму себе. За два дні до смерті, незважаючи на погане самопочуття, вона вийшла на сцену в останній раз саме в цьому спектаклі.

## Театральні роботи
- Пепітта («Вільний вітер» І. Дунаєвського);
- Лариса («Біла акація» І. Дунаєвського);
- Комариха («Весілля в Малинівці» О. Рябова);
- Стассі («Сільва» І. Кальмана);
- Юліана, Мабль («Принцеса цирку» І. Кальмана);
- Мадам Енно («На світанку» О. Сандлера);
- Кесарія («Серце моє тут» Г. Цабадзе);
- Місіс Хіґґінс («Моя чарівна леді» Ф. Лоу);
- Шура Азарова («Голубий гусар» М. Рахманова);
- Памела («Палац прекрасної дами» М. Самойлова).[2]